# Quinidina
La quinidina és un medicament que actua en el cor com a antiarrítmic classe I i, químicament, és un estereoisòmer de la quinina, un derivat original de l'escorça dissecada de tiges i arrels de la quina (Cinchona calisaya, Rubiaceae). S'indica en el tractament de la freqüència cardíaca anormal i altres trastorns del ritme cardíac, que provoquen que el cor sigui més resistent a l'activitat elèctrica habitual.

## Indicacions
La quinidina s'empra pel manteniment d'un ritme sinusal normal en pacients amb aleteig o fibril·lació auricular. Ocasionalment s'ha utilitzat pel tractament de la taquicàrdia ventricular però, a causa dels seus efectes adversos extracardíacs, s'ha restringit considerablement el seu ús. En avaluacions clíniques, la quinidina manté el ritme sinusal però està associat a un augment de la taxa bruta de mortalitat.

## Mecanisme d'acció
Els agents antiarrítmics tipus I bloquegen els canals de sodi ràpids, els quals permeten la ràpida entrada de sodi a l'interior de la cèl·lula. Els efectes de la quinidina sobre el flux de sodi rep el nom de bloqueig depenent de l'ús: com més alta sigui la freqüència cardíaca, més bloquejats es troben els canals; a freqüències cardíaques més lentes, el bloqueig és més reduït. L'efecte de bloquejar els canals ràpids de sodi i el flux d'aquest catió provoca que la fase 0 o ascendent de la despolarització del múscul cardíac es vegi disminuïda o, en altres paraules, es vegi reduïda la velocitat màxima (Vmàx).
La quinidina és relativament inespecífica perquè també bloquja el flux d'altres canals com el canal de sodi sensible a tetrodotoxina i lentament inactivant, el flux de calci lent cap a l'interior cel·lular (ICa), el flux ràpid (IKr) i lent (IKs) del canal rectificador de potassi, el canal de potassi sensible a ATP… L'efecte cumulatiu de la quinidina sobre els canals iònics és la de perllongar el potencial d'acció cardíac, permetent un allargament de l'interval QT de l'electrocardiograma.
La teràpia intravenosa de quinidina està indicada en el tractament d'infeccions per P. falciparum.

## Farmacocinètica
La quinidina té una biodisponibilitat pròxima al 80% després de la seva administració oral. En el plasma sanguini s'uneix amb l'albúmina (una glucoproteïna àcida). La semivida de la quinidina oral és de 6-8 hores i s'elimina pel citocrom p450 del fetge. Prop d'un 20% s'excreta sense canvis per via renal. El metabòlit principal, anomenat 3-hidroxiquinidina, té la meitat d'activitat de la quinidina.

## Efectes secundaris
La quinidina és un inhibidor de l'enzim CYP2D6 del fetge, per tant, pot causar un augment en els nivells sanguinis de la lidocaïna, beta bloquejadors, opioides i alguns antidepressius. La quinidina pot també inhibir la glucoproteïna P del fetge, podent causar que certs fàrmacs d'accions perifèriques, com la loperamida, tinguin efectes sobre el sistema nerviós central (depressió dels centres respiratoris) amb l'administració conjunta de ambdós medicaments.
Els efectes digestius de la quinidina inclouen diarrea, nàusea i vòmits observats en un 30 - 50% dels pacients. La intoxicació amb quinidina pot produir símptomes com tinnitus i quinisme, caracteritzat per cefalees, sordesa i símptomes de congestió cerebral. La trombocitopènia produïda per quinidina és induïda pel sistema immunitari i pot implicar una púrpura trombocítica. La febre i l'hepatitis han estat reportats en rares ocasions.